# أنطوانيت لوكاس
أنطوانيت لوكاس (بالإنجليزية: Antoinette Lucas)‏ هي لاعب هوكي الحقل أمريكية، ولدت في 27 أكتوبر 1968 في Crozier, Virginia ‏ في الولايات المتحدة.

## وصلات خارجية
- أنطوانيت لوكاس على موقع أوليمبيديا (الإنجليزية)